# Santiago Valenzuela
Santiago Valenzuela (San Sebastián, 1971 - ) es un historietista e ilustrador español, que ha trabajado para medios de comunicación, empresas de publicidad y de diseño, como El País. Debe su celebridad a la saga de cómic en torno al capitán Torrezno, cuyo despliegue de imaginación le ha valido comparaciones con autores como Fred, creador de Philémon, Jonathan Swift o Jorge Luis Borges. También se han comparado sus guiones y su visión de la vida y los poderes fácticos con los del autor italiano de novelas y teatro Stefano Benni.

## Biografía
Hijo del escritor orensano José Eduardo Valenzuela, Santiago Valenzuela nació en San Sebastián en 1971. Aparte de sus veraneos en Vigo y La Coruña, reside habitualmente en Madrid, donde se licenció en la especialidad de grabado de la Facultad de Bellas Artes de la Universidad Complutense. Siendo estudiante participó en la fundación del fanzine Jarabe (1993), donde apareció por primera vez su personaje del Capitán Torrezno. Ha colaborado también en otros fanzines, entre ellos El regreso de los ultramarinos, Cretino, Dos veces breve y Tos.
En 2002 comenzó a recoger en extensos volúmenes, las aventuras de Torrezno, un borrachín suburbano trasladado al "Micromundo", un universo en miniatura que ha creado en el sótano de su inmueble un funcionario del Ministerio de Obras Públicas.
Su obra Extramuros, cuarta entrega de las aventuras del capitán Torrezno, fue nominada como mejor obra y como mejor guion a los premios del Salón del Cómic de Barcelona de 2005, aunque finalmente no obtuvo ninguno de los dos galardones. "El lado amargo", aparecida ese mismo año, es una obra de crítica social (un tema común en muchas de las obras del autor, así como la soledad).
"El gabinete del doctor Salgari", del 2007, es una colección de relatos cortos centrada en como se "trata" médicamente y socialmente a las personas con enfermedades mentales. La obra densa y de acción lenta, trata de la soledad y la amargura, careciendo del humor de obras anteriores y reflexionando en el papel que han jugado los "locos" en la Historia.
En 2011 recibió el Premio Nacional del Cómic de España, concedido por el Ministerio de Cultura, por la séptima entrega de las aventuras del Capitán Torrezno.

## Estilo
Santiago Valenzuela parodia en sus relatos los mecanismos de la ficción, incluyendo muchos guiños al cine y a la cultura popular, extrapolando y analizando la política, el comportamiento de control de los poderes, la psiquiatría... Aparecen iconos de la infancia y la cultura popular española de los últimos cuarenta años, carteles publicitarios famosos, el D.N.I., un billete de la década de los 70 de cien pesetas con la imagen de Manuel de Falla, juguetes como Ibertren, títulos de películas antiguas, cantantes famosos de los 60 y 70, personajes de cómics, etc. Todo ello ayuda a crear una comunidad, una mitología y un pasado para los personajes que aparecen en sus diversas obras. Para Valenzuela, como hicieron algunas veces Hergé y otros, los personajes son caracteres propios, trasladables de unas historias a otras.
Su estilo visual, tomado del mundo de los sueños, y su retórica, forman un conjunto extraño y divertido, pero no siempre fácil de entender. Su creatividad se nutre de una voluntad a contracorriente y su falta de prejuicios a la hora de tratar las diversas situaciones. La metáfora visual, espectacular y diáfana, de los vaivenes de la vida, dispuestos de la forma más complicada posible, alternan la acción con diálogos donde a partir de la confrontación dialéctica, se denuncia la pervivencia de la Historia oficial falsa y sus héroes cristalizados, a través de la Historia escrita subjetiva. Su visión de la historia real de la humanidad en general y de la sociedad urbana española en particular, se centra en los abusos del poder. 

## Obras

### Cómic
- Horizontes lejanos. Ediciones de Ponent / Injuve, 2002.
- Escala real. Ediciones de Ponent, 2003.
- Limbo sin fin. Ediciones de Ponent, 2003.
- Extramuros. Ediciones de Ponent, 2004.
- Capital de provincias del dolor. Ediciones de Ponent, 2005.
- Sociedad limitadísima. Ariadna, 2005.
- El lado amargo. Astiberri, 2005.
- El gabinete del Doctor Salgari. Astiberri, 2007.
- Los años oscuros. Ediciones de Ponent, 2006.
- Nietos del rock'n roll, con dibujo de David Ortega, 2010.
- Plaza elíptica. Ediciones de Ponent, 2010.
- La estrella de la mañana. Panini Comics, 2012.
- Babel. Panini Comics, 2015.
- La última curda. Panini Comics, 2018.
- Anamnesis. Astiberri, 2023.

### Ilustración
- El golem, de Gustav Meyrink.[4]
- De este y de otros mundos, de José Eduardo Valenzuela Ulloa. Ediciones de la Torre, 2021.
- Tebeoría, de Manuel Barrero y otros autores. ACyT Ediciones, 2022.